# Руэллия клубневая
Руэ́ллия клубнева́я, или Руэллия клубнено́сная (лат. Ruellia tuberosa) — вид цветковых растений семейства Акантовые. Природный ареал охватывает Центральную Америку, но в настоящее время растение натурализовалось во многих странах тропической Южной и Юго-Восточной Азии.
Листья руэллии клубневой являются кормовой базой для некоторых видов бабочек, таких как Junonia lemonias и Junonia genoveva.

## Название
Родовое название дано в честь французского средневекового ботаника Жана Рюэля (1474—1532); видовое именование от лат. tuberosus — «с клубнями, с шишковидными утолщениями, с шишками» — отражает наличие мясистого клубневого корня у растения.

## Ботаническое описание
Небольшое двухлетнее растение с мясистым веретенообразным клубневым корнем и крупными воронковидными фиолетовыми цветками. Плоды — сидячие коробочки диаметром около 2 см, содержат около 20 семян.

## Распространение и экология
В природе руэллия клубневая предпочитает влажные и затененные места. Однако вид произрастает также в травянистых сообществах и на обочинах дорог, является сорным растением на обрабатываемых полях, а также является ксерофильным и рудеральным растением.

## Применение

### Применение в народной медицине
В народной медицине и аюрведе считается диуретиком, антипиретиком, анальгетиком, противодиабетическим, антигипертензивным и противоязвенным средством, также использовалась для лечения гонореи.

### Применение в промышленности
Руэллия клубневая используется в качестве природного красителя для текстильных изделий.

## Классификация

### Таксономическое положение
|  |                                |  |                                                  |                                                  |                     |  | еще 26 семейств в порядке Ясноткоцветные (APG IV, 2025) | еще 26 семейств в порядке Ясноткоцветные (APG IV, 2025) |                                                     |  |  |  | 369 подтвержденных видов и 126 таксонов, ожидающих подтверждения в роде Руэллия (APG IV, 2025) |
|  |                                |  |                                                  |                                                  |                     |  | еще 26 семейств в порядке Ясноткоцветные (APG IV, 2025) | еще 26 семейств в порядке Ясноткоцветные (APG IV, 2025) |                                                     |  |  |  | 369 подтвержденных видов и 126 таксонов, ожидающих подтверждения в роде Руэллия (APG IV, 2025) |
|  |                                |  |                                                  | порядок Ясноткоцветные                           |                     |  |                                                         |                                                         | род Руэллия                                         |  |  |  |                                                                                                |
|  |                                |  |                                                  | порядок Ясноткоцветные                           |                     |  |                                                         |                                                         | род Руэллия                                         |  |  |  |                                                                                                |
|  | отдел Цветковые (APG IV, 2025) |  |                                                  |                                                  | семейство Акантовые |  |                                                         |                                                         | вид Руэллия клубненосная                            |  |  |  |                                                                                                |
|  | отдел Цветковые (APG IV, 2025) |  |                                                  |                                                  | семейство Акантовые |  |                                                         |                                                         |                                                     |  |  |  |                                                                                                |
|  |                                |  | ещё 63 порядка цветковых растений (APG IV, 2025) | ещё 63 порядка цветковых растений (APG IV, 2025) |                     |  |                                                         | еще 2306 родов в семействе Акантовые (APG IV, 2025)     | еще 2306 родов в семействе Акантовые (APG IV, 2025) |  |  |  |                                                                                                |
|  |                                |  |                                                  | ещё 63 порядка цветковых растений (APG IV, 2025) |                     |  |                                                         |                                                         | еще 2306 родов в семействе Акантовые (APG IV, 2025) |  |  |  |                                                                                                |

## Дополнительная информация
- 21540 Itthipanyanan — астероид, названный в честь тайского студента, автора научной работы, посвященной необычному свойству сухих семенных коробочек руэллии клубневой с хлопком раскрываться в воде и разбрасывать семена[8] (см. также видео).